# 統計数理研究所
統計数理研究所（とうけいすうりけんきゅうじょ、英語: The Institute of Statistical Mathematics、英略称：ISM、略称：統数研）は、東京都立川市にある大学共同利用機関。大学共同利用機関法人情報・システム研究機構を構成する。総合研究大学院大学から大学院生を受け入れている。

## 概要

### 統計数理の中核的研究組織
旧文部科学省統計数理研究所。日本では、欧米と異なり、統計学を専門的に学ぶ課程を有する大学が数少なく、統計科学関係研究機関もわずかである。統数研は多数の統計数理の研究者を有する国内唯一の機関で、統計研究の中核的存在となっている。英文学術誌「Annals of the Institute of Statistical Mathematics」および和文学術誌「統計数理」の発行母体でもある。

### 大学共同利用機関としての役割
統計学は、自然科学、社会科学、人文科学の諸分野において利用される基礎技術で、常に学際的な活動を期待されている。統計数理研究所は他大学と研究交流が盛んで、共同利用制度に登録すると、他大学の教員も研究所の研究資源を利用可能である。

### 教育機関としての役割
総合研究大学院大学統計科学専攻の基盤機関として、大学院教育を行っている。以前は博士後期課程のみであったが、2006年度より5年一貫制博士課程も併設された。公開講座として一般人向けの1日 - 10日間のセミナーを年間に十数回開催している。大学教育の機関であるため、在職教員は教授、准教授、助教と通常の国立大学と同じ呼称を用いる。

## 沿革
歴史と沿革

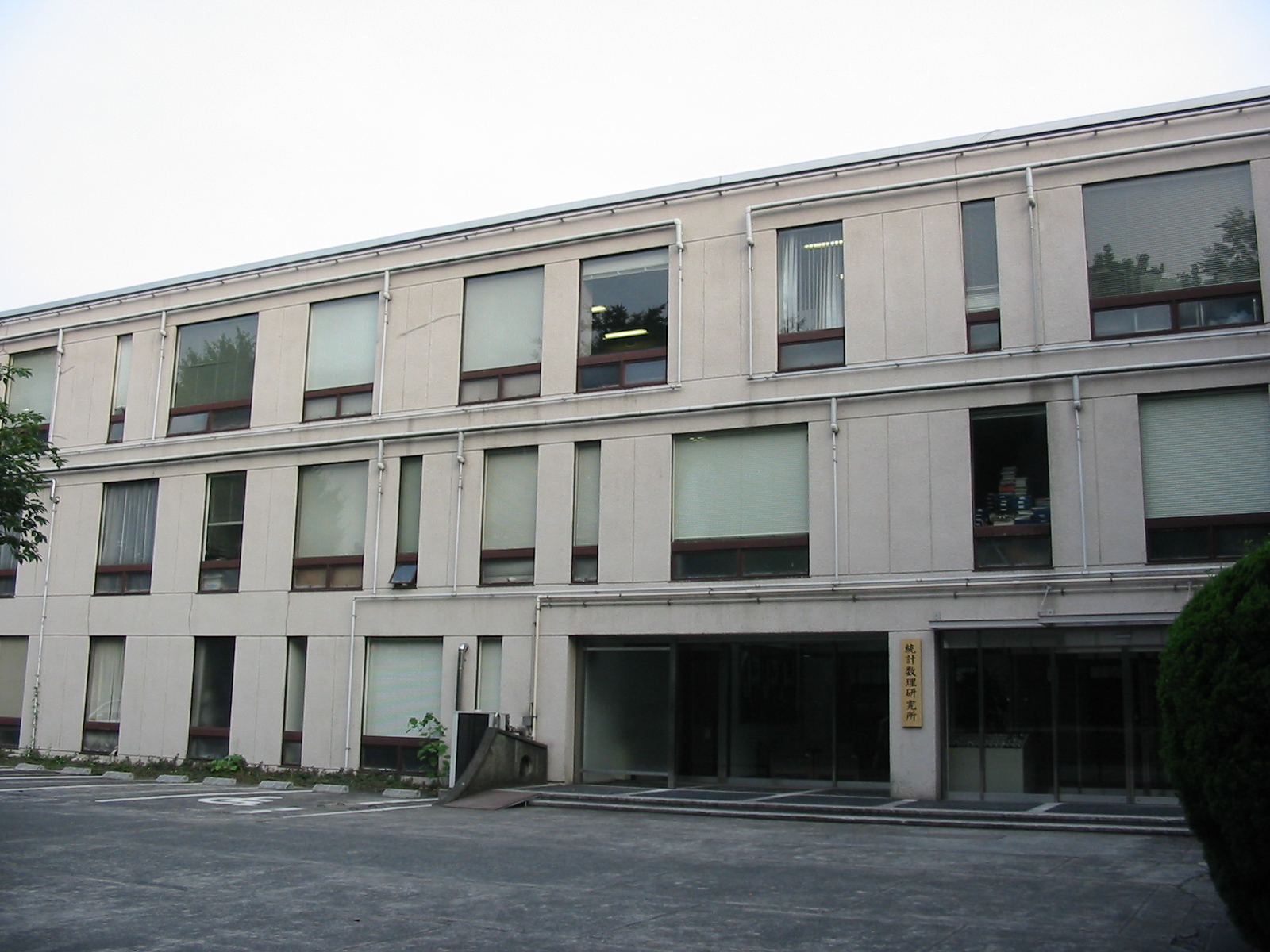
以前の統計数理研究所（東京都港区南麻布4-6-7）

- 1944年 1943年の学術研究会議の建議に基づき、文部省直轄の研究所として創設（東京都台東区上野の帝国学士院の一部を借用）
- 1955年 港区麻布富士見町（現在の港区南麻布）に移転
- 1985年 国立学校設置法施行令の改正により国立大学共同利用機関に改組・転換
- 1989年 国立学校設置法の改正により大学共同利用機関となる。
- 2004年 国立大学法人法により大学共同利用機関法人情報・システム研究機構統計数理研究所となる。
- 2005年 研究組織を3研究系に改組するなど、抜本的な改変を行う。
- 2006年 大学院の博士課程5年一貫制を開始
- 2009年10月 港区から立川市に移転（国立極地研究所・国文学研究資料館とともに総合研究棟に入る。主に西半分北側が統計数理研究所）
- 2010年6月 Akaike Guest House（赤池ゲストハウス）運営開始（共同利用・共同研究に従事する研究者等の宿泊施設）
- 2010年7月 国立極地研究所と管理部の事務を統合し、「国立極地研究所・統計数理研究所統合事務部共通事務センター」発足

## 研究組織
2017年12月現在　（Gはグループ）

### 基幹的研究組織
- モデリング研究系
  - 時空間モデリングG
  - 複雑構造モデリングG
  - 潜在構造モデリングG
- データ科学研究系
  - 調査科学G
  - 計量科学G
  - 構造探索G
- 数理・推論研究系
  - 統計基礎数理G
  - 学習推論G
  - 計算推論G

### NOE型研究組織
- リスク解析戦略研究センター
- データ同化研究開発センター
- 統計的機械学習研究センター
- ものづくりデータ科学研究センター

### 人材育成組織
- 統計思考院

### 研究支援組織
- 統計科学技術センター
  - 計算基盤室
  - 情報資源室
  - メディア開発室

## 所属研究員

### 歴代所長
歴代所長は、研究所ウェブサイトに各人の紹介がある。
- 初代 掛谷宗一
- 2代 末綱恕一
- 3代 窪田忠彦
- 4代 佐々木達治郎
- 5代 末綱恕一
- 6代 河田敬義
- 7代 林知己夫
- 8代 赤池弘次
- 9代 清水良一
- 10代 北川源四郎
- 11代 樋口知之
- 12代 椿広計

### 研究者
- 菅原正巳：日本における水文学の開祖的学者。基本的概念のタンクモデルを提案した。
- 伊藤清：確率微分方程式を生み出し、伊藤の補題で現代ファイナンスの基礎を築いた[8]。
- 村上征勝
- 伊藤栄明
- 中村隆
- 宇津徳治
- 田口時夫
- 松原望
- 西平重喜：選挙制度研究も行なっており、比例代表制導入を訴えている。